# Parasymplesite
La parasymplesite è un minerale.